# Laguna Carapã

Ubicación de Laguna Carapã

Laguna Carapã es un municipio brasileño ubicado en el sur del estado de Mato Grosso do Sul, fue fundado el 12 de abril de 1992.
Situado a una altitud de 509 m s. n. m., su población según los datos del IBGE es de 6.031 habitantes, posee una superficie de 1.733 km², dista de 295 km de la capital estatal Campo Grande.